# Höfen an der Enz
Höfen an der Enz – miejscowość i gmina w Niemczech, w kraju związkowym Badenia-Wirtembergia, w rejencji Karlsruhe, w regionie Nordschwarzwald, w powiecie Calw, wchodzi w skład wspólnoty administracyjnej Bad Wildbad. Leży w północnym Schwarzwaldzie, nad rzeką Enz, ok. 15 km na północny zachód od Calw, przy drodze krajowej B294 i linii kolejowej (Bad Wildbad–Pforzheim)